# مسجد يوسف أغا الحين
مسجد يوسف الحين هو أحد المساجد التي أنشئت في عصر الدولة العثمانية في مصر، يقع في شارع الحين في ميدان باب الخلق وسط شارع بورسعيد أمام مديرية أمن القاهرة بحي وسط القاهرة.
أنشأه الأمير العثماني يوسف بن عبد الله ويعرف «بالحين» في عام 1035هـ/ 1625م، وهو من المساجد المعلقة حيث يُصعد إليه عن طريق عدة درجات سلم، ويتكون تخطيطه من صحن أوسط يفتح عليه أربعة ايوانات، أكبرها وأعمقها إيوان القبلة، وقد أُلحق به سبيلان لإمداد المارة بالمياه اللازمة للشرب، وكُتابان لتعليم أطفال المسلمين مبادئ القراءة والكتابة.

## وصلات خارجية
- آثار القاهرة الإسلامية نسخة محفوظة 31 مايو 2014 على موقع واي باك مشين.